# Naučná stezka Historie vodárenství v Českých Budějovicích

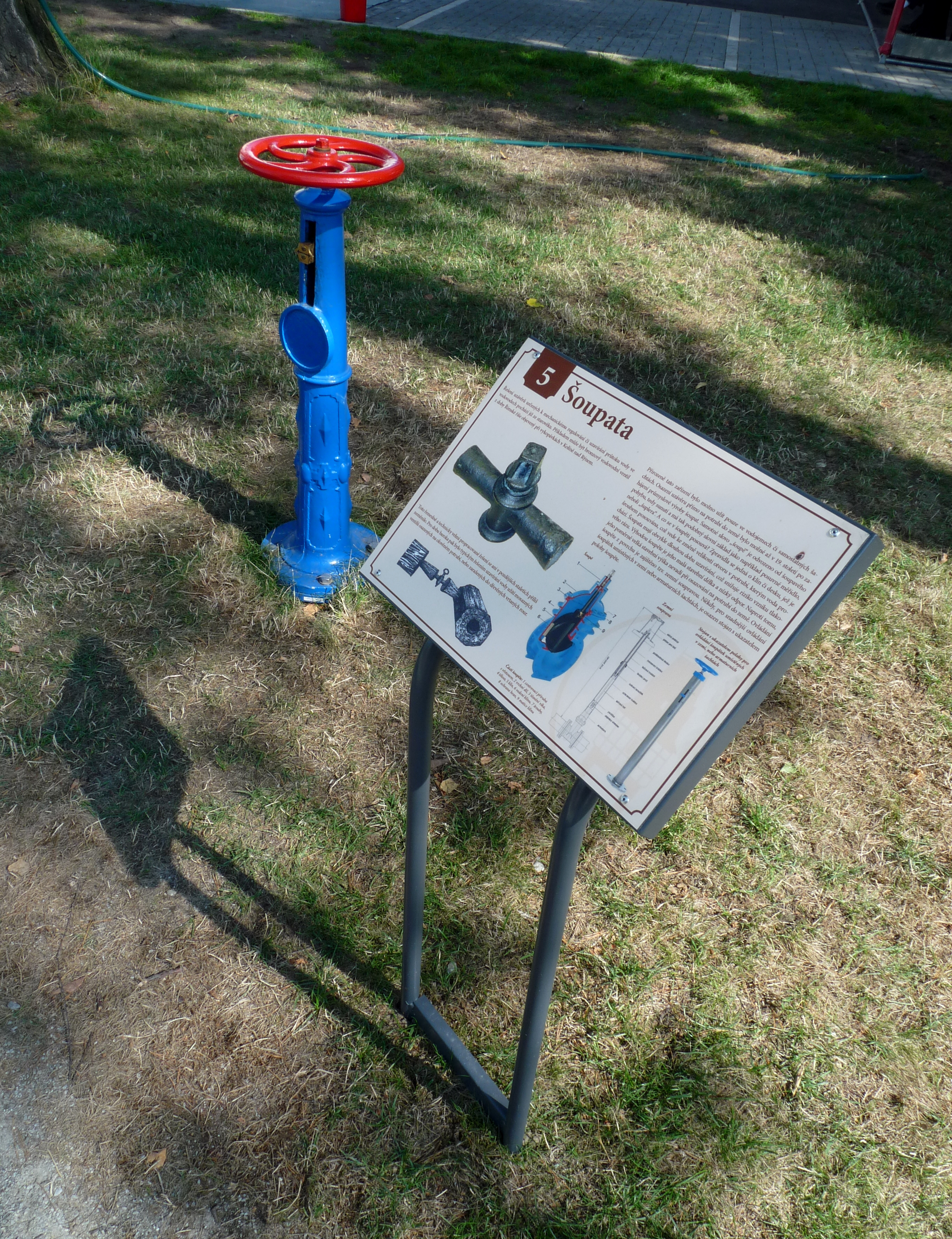
Infopanel č. 5 - Šoupata

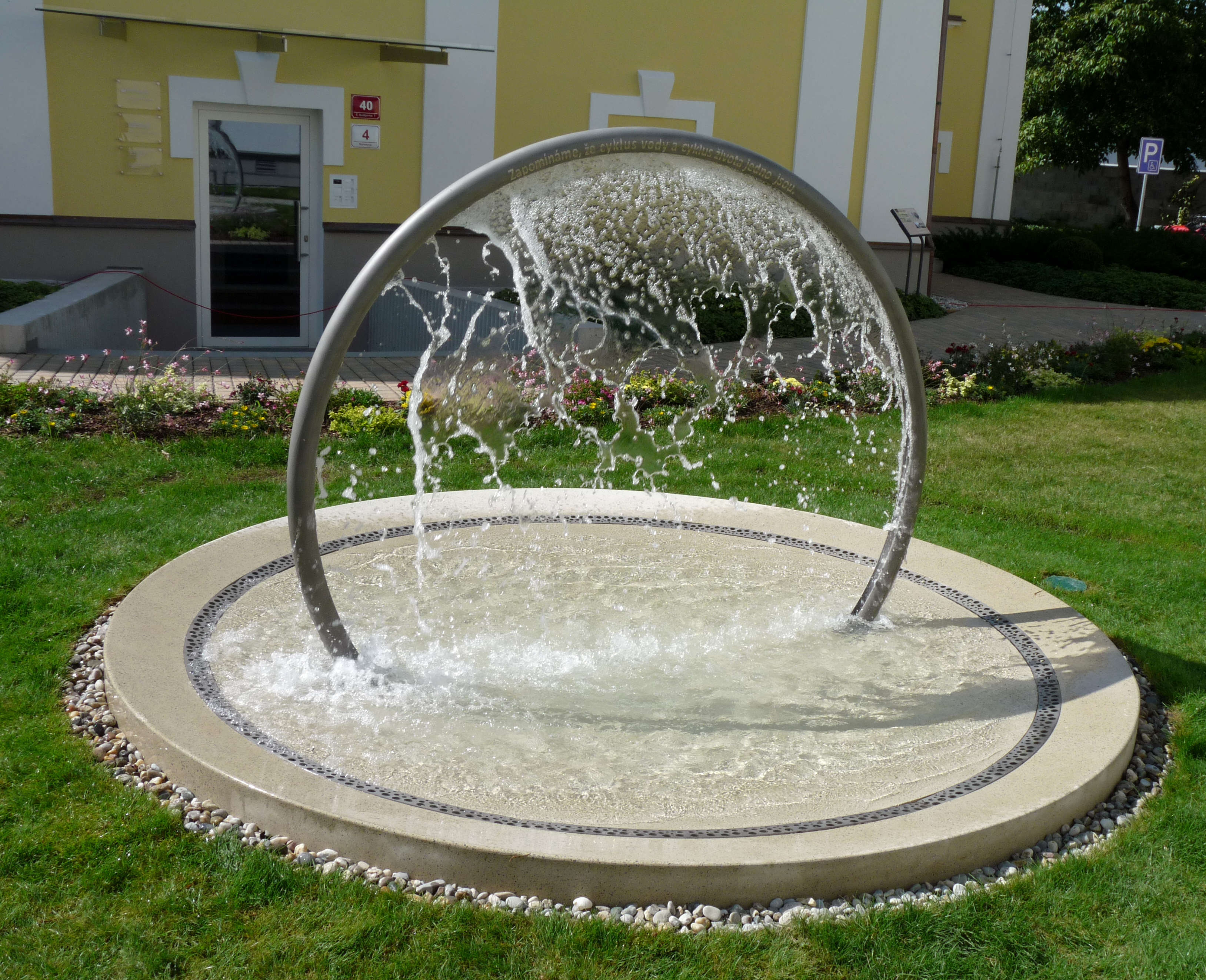
Fontána

Naučná stezka Historie vodárenství v Českých Budějovicích je naučnou stezkou o jedenácti zastaveních v areálu vodohospodářské společnosti ČEVAK v ulici U Vodárny v Českých Budějovicích.

## Historie a popis
Vybudování stezky inspiroval velký zájem veřejnosti o návštěvu místní vodárenské věže během Dnů památek a Dnů evropského dědictví. Stala se součástí prostor firmy nacházejících se mezi ulicí U Vodárny a fotbalovým stadionem SK Dynamo a je přístupná veřejnosti.
Stezka byla slavnostně otevřena během druhého zářijového víkendu roku 2015, kdy byly pro veřejnost připraveny koncerty, divadlo, soutěže a aktivity, během kterých si mohli prohlédnout nejen infopanely stezky ale i vodárenskou věž postavenou v letech 1721–1724.
Uprostřed krajského města, a přitom na čerstvém vzduchu, se lidé mohou prostřednictvím jedenácti zastaveních seznámit s historií vodárenství ve městě. Dozvědí se o již zaniklém Lučním mlýně, o tom, jakou roli hrála v zásobování města vodou Eliášova štola, která původně sloužila k odvodnění stříbronosných dolů u Rudolfova. Zjistí, jak to bylo dříve s vodou, když pro ni ještě obyvatelé města museli chodit k pumpám a pítkům a jak to tenkrát dělali, aby jim cestou domů z nádob necákala. Vyzkouší si vodárenské šoupě a osvěží vodou z repliky historického pítka.
Co by to bylo za vodárenský areál, kdyby v něm chyběla voda? Posledním, jedenáctým zastavením stezky je socha Zvíře Andrey Koláčkové, které bylo z návrhů veřejnosti vybráno nové jméno Čevava a která dominuje volnému prostranství za věží. Dalším dekorativním prvkem je fontána symbolizující koloběh vody na Zemi, a to jak ve smyslu přírodním (vypařování - déšť - řeka - moře) tak civilizačním (vodohospodářská společnost - pitná voda - spotřebitel - odpadní voda).

## Seznam zastavení
1. Vodárenská věž a areál vodárny
2. Vodojem
3. Strojovna - využití vodní síly
4. Vodní nádrže
5. Šoupata
6. Hydranty
7. Pítko
8. Náhon
9. Luční mlýn
10. Fontána - cyklus vody
11. Hravá vodní fontána

## Další fotografie

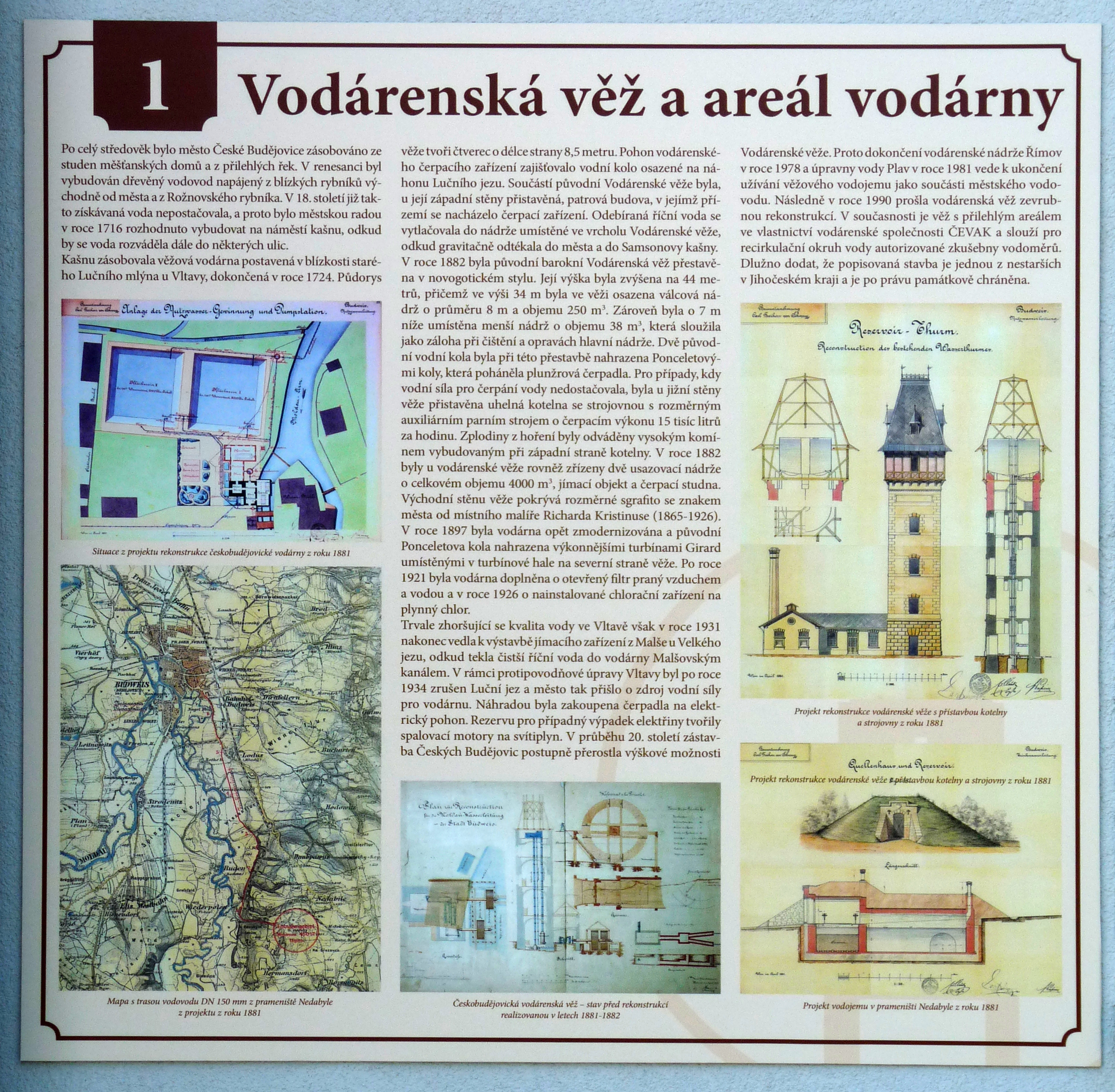
Historie vodárenství
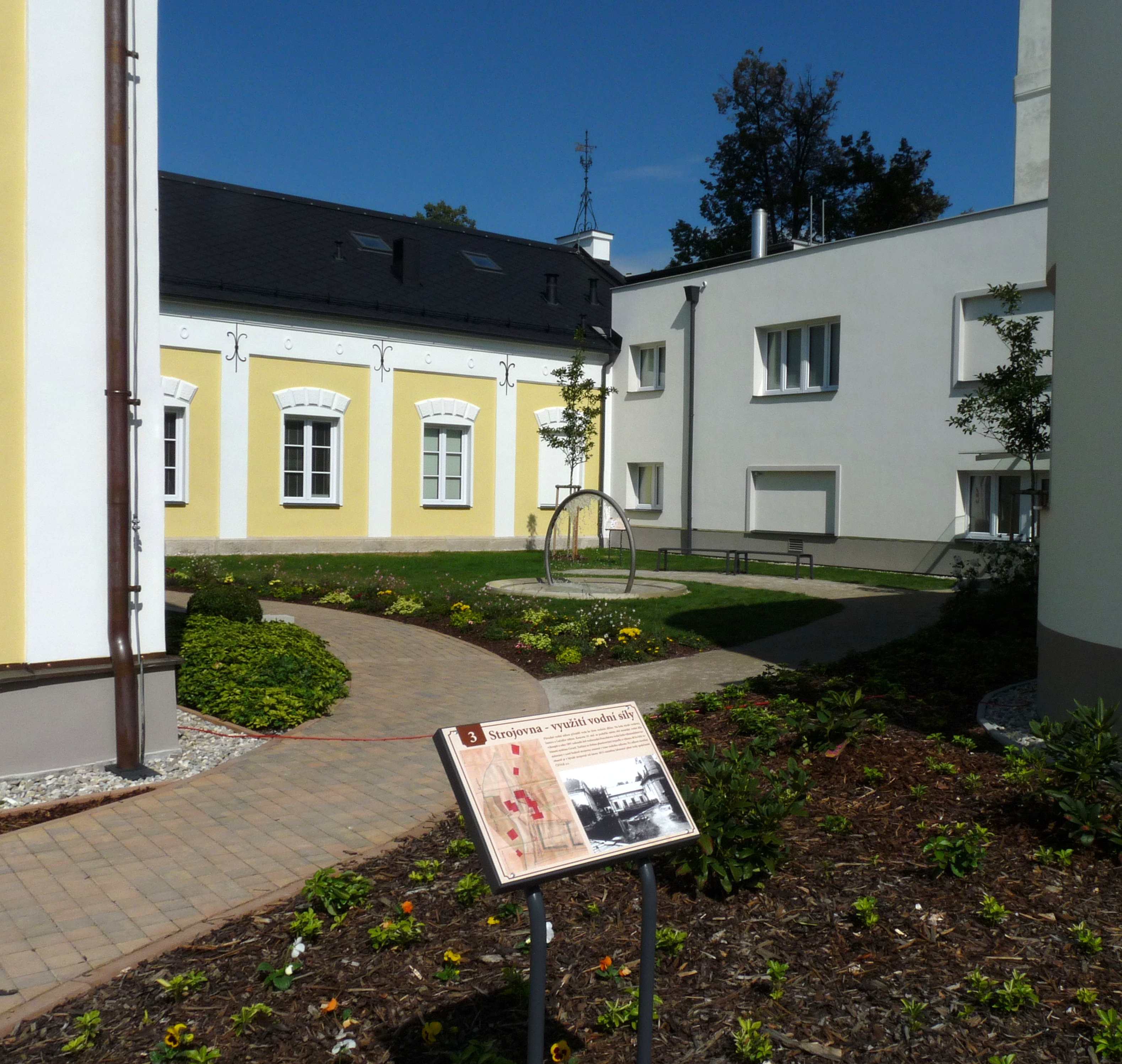
informace o bývalém Lučním mlýnu
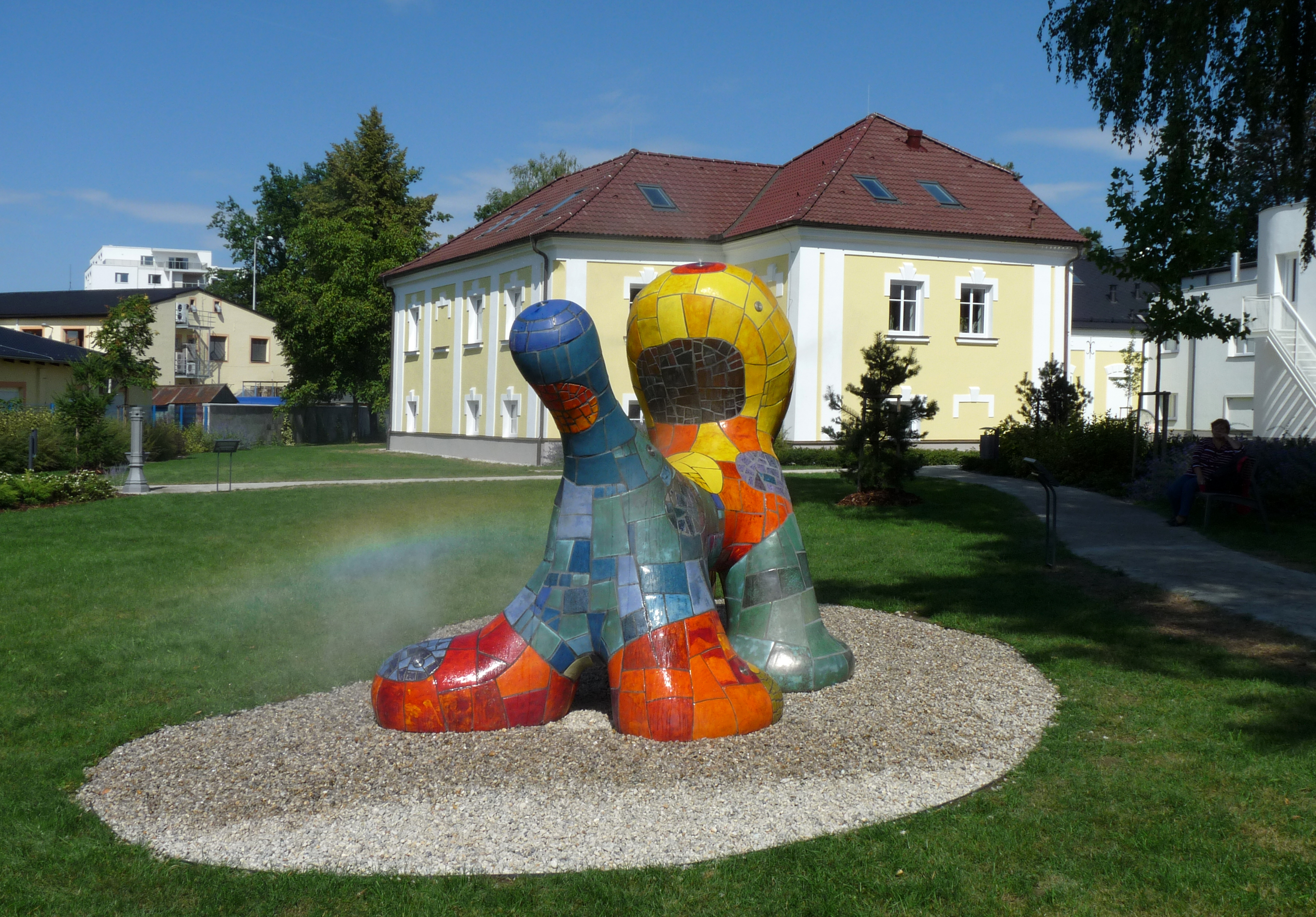
Hravá vodní fontána ČEVAVA
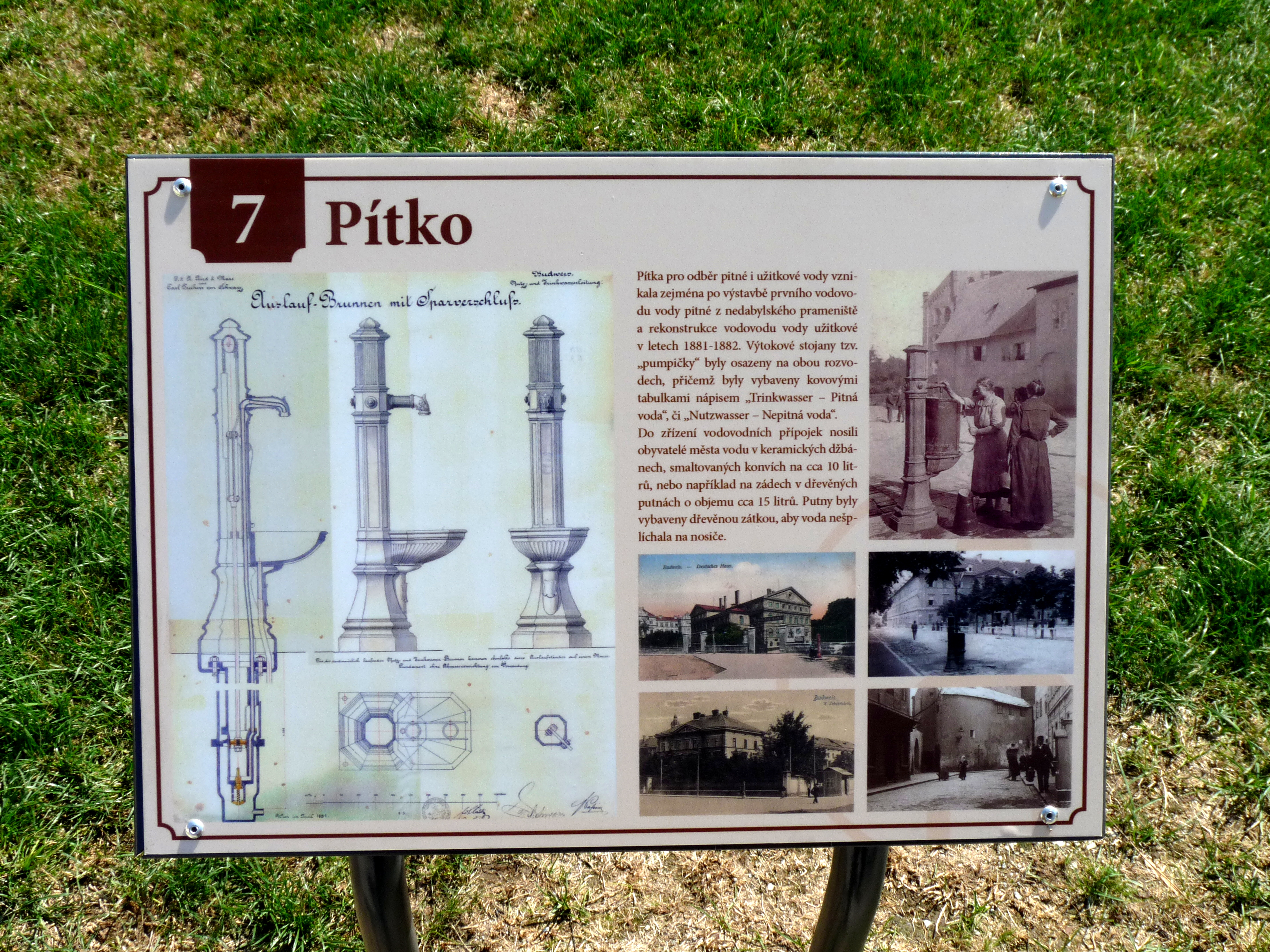
Pítka
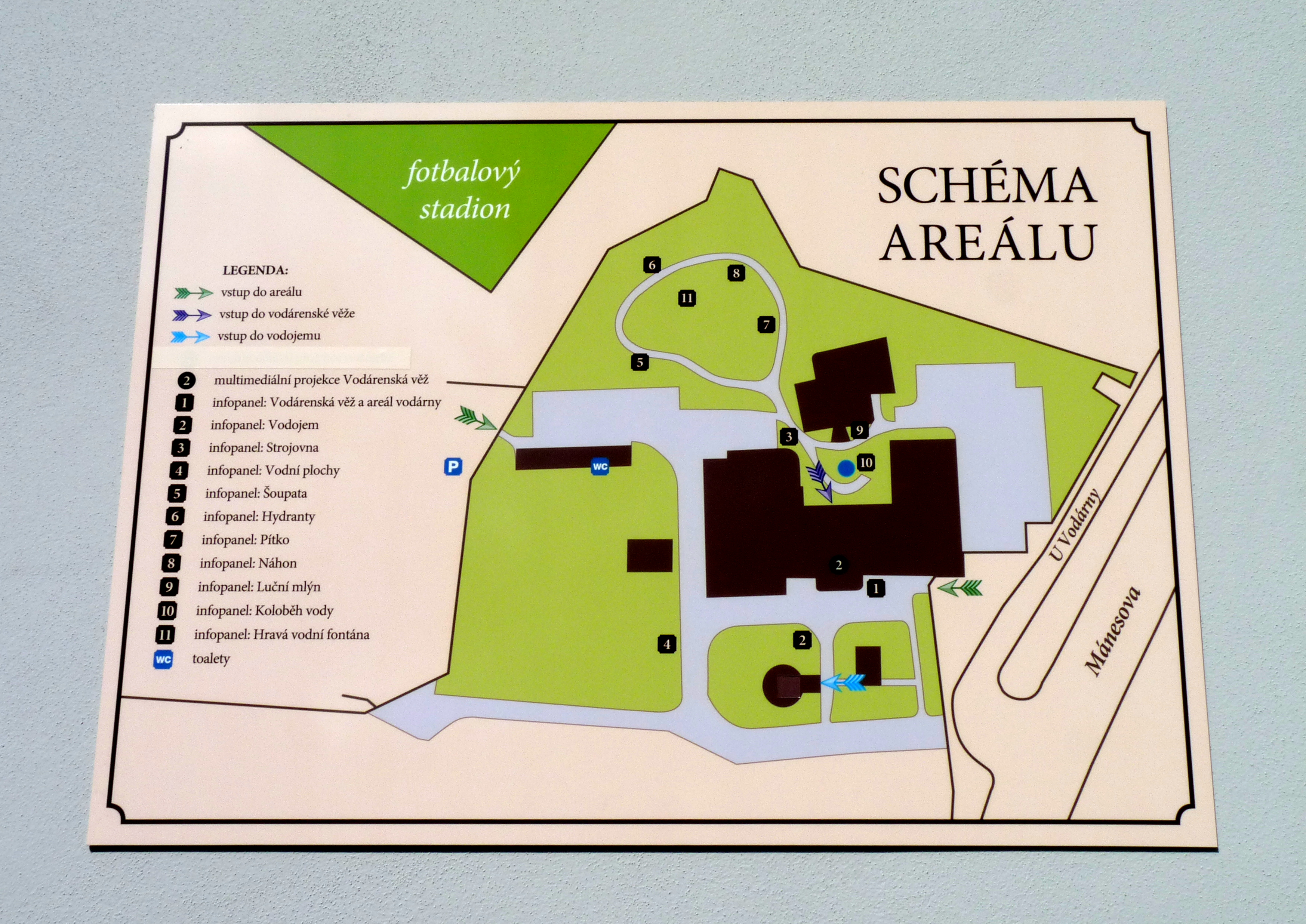
Areál Staré vodárny
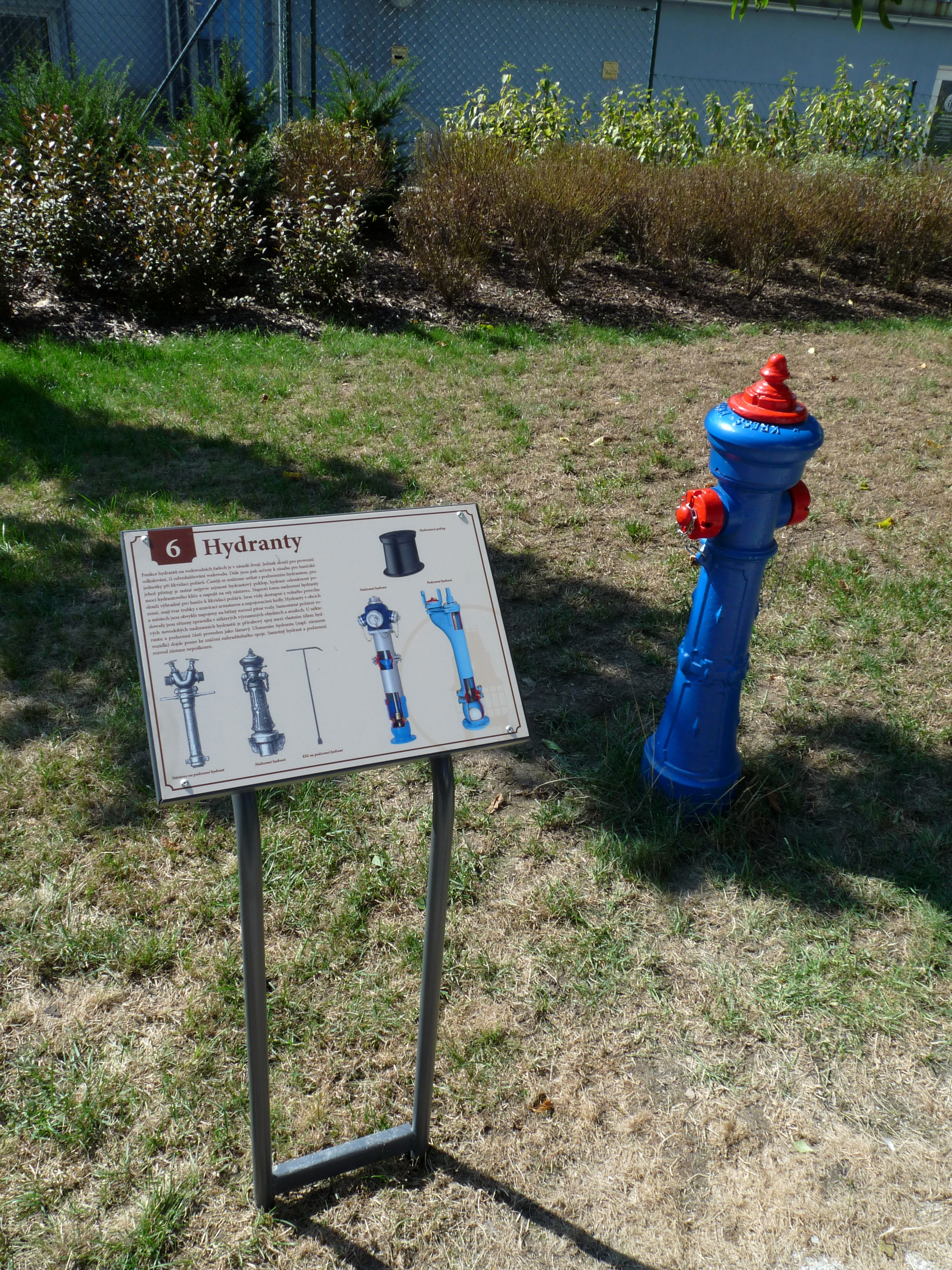
Hydrant